# Idalus tenuifascia
Idalus tenuifascia là một loài bướm đêm thuộc phân họ Arctiinae, họ Erebidae.